# Čeští komorní sólisté

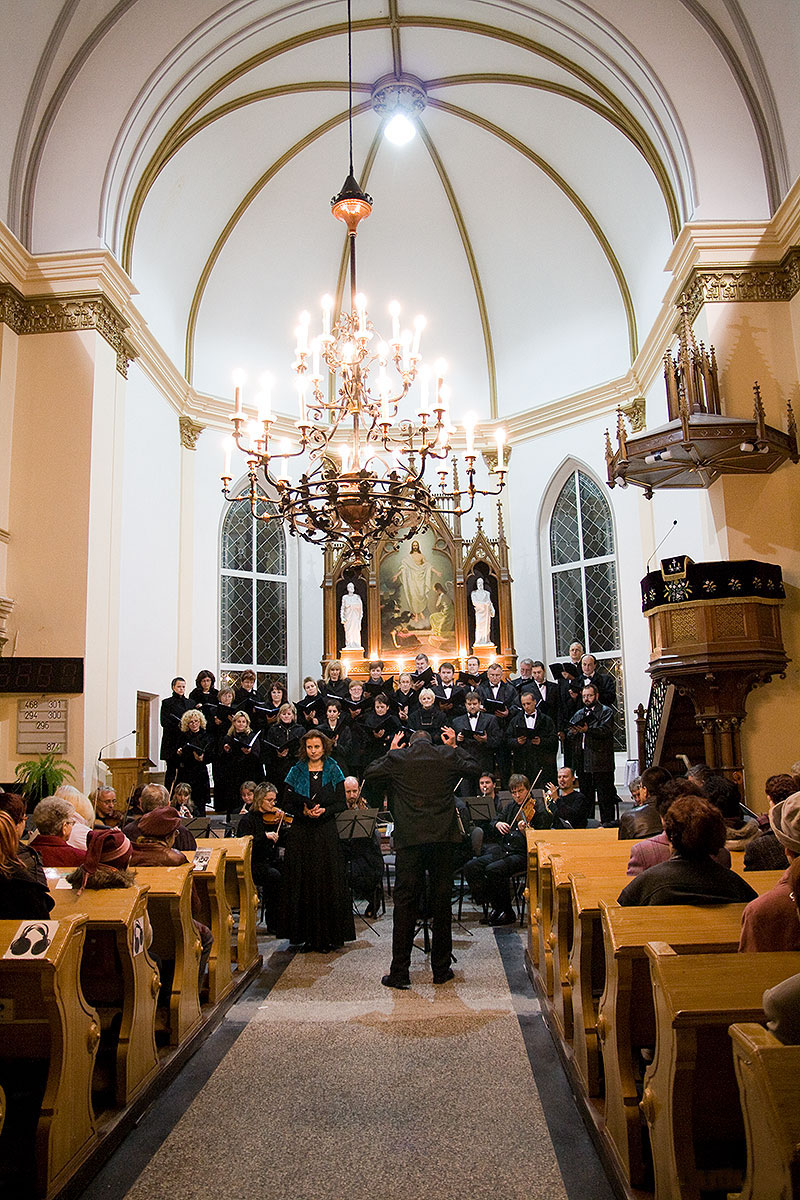
Čeští komorní sólisté na Svatováclavském hudebním festivalu v Třinci

Čeští komorní sólisté je reprezentační[ujasnit] brněnský hudební soubor.

## Charakteristika souboru
Má za sebou mnohaletý umělecký vývoj. Orientuje se na hudbu starých mistrů i současnou tvorbu.
Již zakladatel tělesa, houslista Miroslav Matyáš, přivedl soubor k mezinárodním úspěchům. V jeho intencích pokračuje od roku 1987 Ivan Matyáš. Soubor spolupracuje pravidelně a dlouhodobě s Českým filharmonickým sborem Brno.